# 马可福音第2章
马可福音2章是《新约圣经·马可福音》的第二章。在本章首次发生犹太宗教领袖和耶稣之间的争论：耶稣治愈了一个瘫痪的人，并且赦免了他的罪；然后与利未等声名狼藉的“好些税吏和罪人”同桌吃饭；争论是否需要禁食（Fasting）；是否应该在安息日掐起麦穗。

## 赦免瘫子的罪
马可说耶稣回到迦百农，
四个人要抬一个瘫子到耶稣面前，因为拥挤，不能带到祂跟前，于是他们将屋顶拆了一个洞，把瘫子所躺卧的褥子缒下去。这显示这所房子很简陋，屋顶材料可能是树叶、树皮和泥土。 但可能有一根木梁来支撑。 这是当时巴勒斯坦一所平常的房屋。
耶稣被他们的信心感动，就告诉瘫子说他的罪得到了赦免，并亲切地称呼瘫子为“孩子”。
一些经学家就谴责这件事：“这个人为什么这样说？祂说僭妄的话了。除了神一位以外，谁能赦罪？”马可说耶稣灵里即刻知道他们心里这样议论，就对他们说，你们心里为什么议论这些事？看来他像全能者能知道人的思想；又说，“你的罪赦了，或说，起来，拿你的褥子行走，哪一样更容易？但要叫你们知道人子在地上有赦罪的权柄”。于是他就吩咐瘫子，“我吩咐你，起来，拿你的褥子回家去吧！”

## 呼召利未

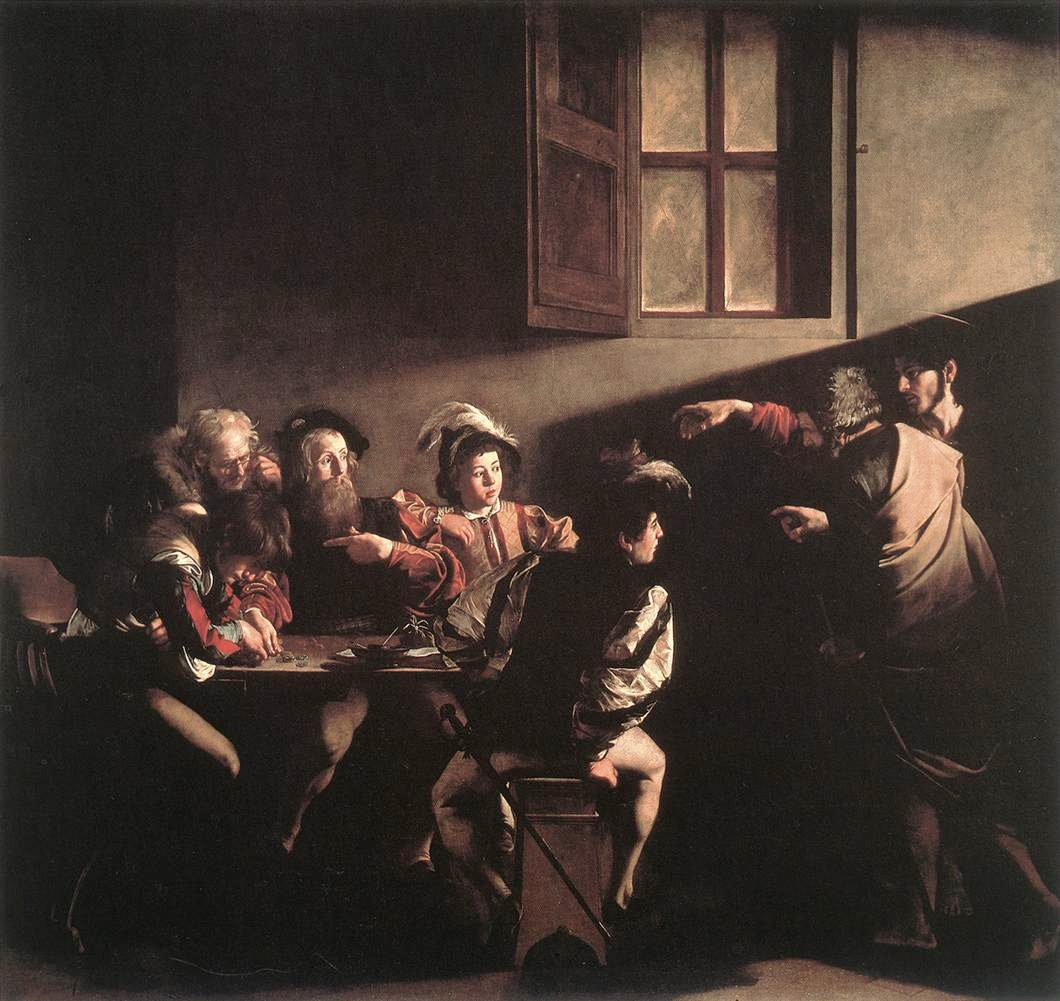
The Calling of St Matthew (Caravaggio)

## 在安息日掐麦穗

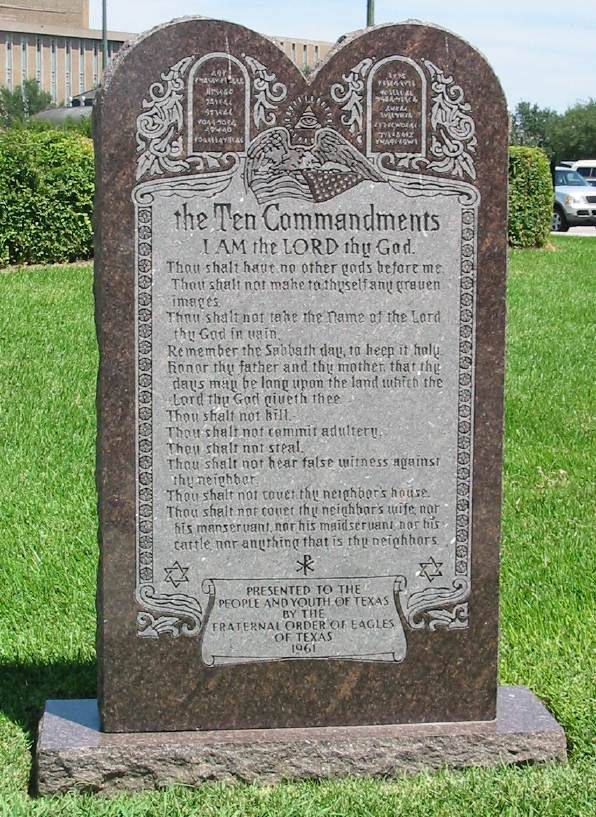
得克萨斯州议会前的十诫碑

## 禁食与新皮袋
耶稣又说到酒和皮袋：
“没有人用未漂过的布作补丁，缝在旧衣服上；不然，所补上的新布，会扯破旧的，裂缝就更大了。也没有人把新酒装在旧皮袋里；不然，酒把皮袋胀裂，酒和皮袋就都坏了；惟把新酒装在新皮袋里。” 